# Gare de Villeneuve-sur-Lot
Pour les articles homonymes, voir Gare de Villeneuve.
La gare de Villeneuve-sur-Lot était une gare ferroviaire française des lignes de Penne-d'Agenais à Tonneins et de Villeneuve-sur-Lot à Falgueyrat. Elle est située sur le territoire de la commune de Villeneuve-sur-Lot, dans le département de Lot-et-Garonne en région Nouvelle-Aquitaine.

## Situation ferroviaire
Établie à 59 mètres d'altitude, la gare de Villeneuve-sur-Lot est située au point kilométrique (PK) 634,135 des lignes de Penne-d'Agenais à Tonneins, entre les gares de Penne et de Sainte-Livrade-sur-Lot ; et de Villeneuve-sur-Lot à Falgueyrat dont elle est l'origine et avant la gare de Casseneuil.

## Histoire
La gare a ouvert le 20 décembre 1869.

## Service des voyageurs
Gare fermée et desservie uniquement par des autocars. Des projets de réouverture de la ligne ferroviaire vers Penne pour les voyageurs subsistent néanmoins,.

## Patrimoine ferroviaire
L'ancien bâtiment voyageurs est devenu une agence Pôle emploi en 2013. Les emprises ferroviaires sont devenues un parc.